# Figuren aus Bōnen no Xam’d
Dies ist eine Liste der Figuren aus dem Web-Anime Bōnen no Xam’d, der in den ersten Wochen am häufigsten heruntergeladenen Serie des PlayStation Network.

## Hauptcharaktere

### Akiyuki Takehara
竹原 アキユキ, Takehara Akiyuki, gesprochen von Atsushi Abe
Akiyuki ist ein gewöhnlicher Schüler mit getrennt lebenden Eltern. Zu Beginn der Handlung lebt er bei seiner Mutter und baute eine enge Freundschaft zu Haru und Furuichi auf. Infolge eines versuchten Selbstmordattentats von Nazuna verwandelte er sich in einen Xam’d. Sein ganzer Körper nimmt dabei die Gestalt einer großen, sonderbaren, weißen Kreatur an. Damit er nicht zu einem willenlosen Monster wird, muss er erst von Nakiami erlernen, wie er seinen als Hiruko bezeichneten Endosymbionten unter Kontrolle hält. Er wird dadurch zu einem Ziel der südlichen Militärs, die an ihm experimentieren wollen.

### Haru Nishimura
西村 ハル, Nishimura Haru, gesprochen von Fumiko Orikasa
Haru ist eine Mitschülerin und gute Freundin von Akiyuki mit einem Talent für Kampfkünste. Als gute Freundin und mit großer Zuneigung zu Akiyuki bemerkt sie ihn als erstes in der Form eines Xam’d. Obwohl Akiyuki für längere Zeit verschwindet, gibt sie es nicht auf, mit ihm in Kontakt zu treten. Auf ihrem normalen Lebensweg tritt sie zusammen mit Furuichi dem südlichen Militär bei, in der Hoffnung Akiyuki wiederzusehen.

### Nakiami
ナキアミ, Nakiami, gesprochen von Yuko Sanpei
Eine junge, auf den ersten Blick wenig emotionale und strenge Frau, die zu Beginn der Handlung Akiyukis Leben rettet. Ihre mysteriösen Ursprünge werden nicht geklärt. Sie besitzt Wissen über die Hiruko und trägt die Zeichnungen des religiösen Ordens. Sie ist ein Mitglied der Besatzung des internationalen Post-Flugschiffs Zanbani und steht dem Kapitän Ishū Benikawa wie eine Tochter nahe, auch wenn beide dies niemals zugeben würden und immer wieder in Streit geraten, da Nakiami mit ihren Ausflügen immer wieder „Probleme“ zurückbringt. So reißt sie öfters gegen den Befehl von Ishū auf ihrem Beat Kayak, einem kleinen, einem Düsenflugzeug ähnlichen Fluggerät, aus und versetzt ihren Kapitän in Wutanfälle.
Die äußerliche Erscheinungen von ihr und des Beat Kayaks teilen eine starke Ähnlichkeit zu den Charakteren und Fluggeräten aus dem 1984 erschienenen Film Nausicaä aus dem Tal der Winde.

## Inselbewohner

### Furuichi Teraoka
寺岡 フルイチ, Teraoka Furuichi, gesprochen von Shinnosuke Tachibana
Er ist der beste Freund von Akiyuki, der heimlich in Haru verliebt ist. So trainiert er auch verschiedene Kampfsportarten, kommt allerdings nicht an die Klasse von Haru heran. Zudem sieht Haru in Furuichi nicht mehr als einen engen Freund, was der zynische und ernsthafte groß gewachsene Schüler nicht verstehen kann. So versucht er bei seiner Militärausbildung sein Bestes zu geben, um mit dem verwandelten Akiyuki mithalten zu können. Dabei geht er so weit, sich den Experimenten der Regierung unterziehen zu lassen, was ihn ironischerweise auch zu einem Xam’d macht. Letztlich begeht er, nachdem er feststellen musste, dass Haru ihn nicht liebt, Selbstmord.

### Midori Nishimura
西村 ミドリ, Nishimura Midori, gesprochen von Ayumi Fujimura
Sie ist die jüngere Schwester von Haru und wurde bei einem Autounfall, bei dem die Mutter beider Schwestern ums Leben kam, schwer verletzt. Midori benötigt eine Krücke, um gehen zu können und zieht unbeabsichtigt die Aufmerksamkeit der südlichen Streitkräfte auf Harus Beziehung zu Akiyuki.

### Fusa Takehara
竹原 フサ, Takehara Fusa, gesprochen von Risa Hayamizu
Sie ist die Mutter von Akiyuki und kümmert sich mit starken Willen um ihren Sohn und ihren üblicherweise zu lang arbeitenden Ehemann Ryūzō. Durch ihre starke Persönlichkeit spielt sie die Rolle der eingeschnappten Ehefrau und spricht nur mit ihm, falls es ihren Sohn betrifft. So unternimmt sie alles Erdenkliche, um ihren Sohn aufzuspüren, auch wenn ihr Mann sie dabei nur wenig unterstützt. Zu Haru hat sie eine sehr familiäre Beziehung und setzt tiefes Vertrauen in sie, als sie bemerkt, dass ihr Sohn doch noch am Leben ist.

### Ryūzō Takehara
竹原 リュウゾウ, Takehara Ryūzō, gesprochen von Unshō Ishizuka
Er ist Akiyukis Vater und der Ehemann von Fusa. Als Hausarzt der örtlichen Bevölkerung wird er tagsüber meist von älteren Damen und ihren Gebrechen auf Trab gehalten und schafft es meist nicht nach Hause zukommen. Von seiner Frau getrennt lebend, macht Ryūzō den Eindruck eines Verwahrlosten und kümmert sich nur wenig um Ordnung in seiner Praxis. Nach seinem Sohn befragt zeigt er Anzeichen für eine militärische Vergangenheit als Forscher im Zusammenhang mit den Hiruko. Vor dem Militär versteckt, hält er die schwer verwundete Attentäterin Nazuna am Leben.

## Besatzung der Zanbani
Die Zanbani ist ein neutrales Post-Luftschiff auf das Akiyuki von Nakiami verschleppt wird. Die Besatzung ist ein zusammengewürfelter Haufen, der wie eine Großfamilie lebt.

### Ishū Benikawa
紅皮 伊舟, Benikawa Ishū, gesprochen von Yumi Tamai
Sie ist der Kapitän der Zanbani und zeigt sich stets in einem bauchfreien Oberteil über das sie einen meist geöffneten Trenchcoat trägt. Innerhalb der Serie wird sie von Ahm als „süße, Brille tragende Schönheit mit rabenschwarzen Haar“ beschrieben, obwohl sie ihn immer wieder als zu dick und/oder hässlich bezeichnet. Mit einem starken Drang zur Unabhängigkeit gibt sie immer wieder ihr gesamtes Geld für Waffen aus und gibt sich einer Zigarette oder Flasche Wein nach der anderen hin. Bei der Besatzung greift sie hart durch und hält sich nicht zurück Schläge auszuteilen. Dennoch hat auch sie einen weichen Kern und starke Verbundenheit zu ihrer Mannschaft.

### Raigyo Tsunomata
角股 雷魚, Tsunomata Raigyo, gesprochen von Keiji Fujiwara
Raigyo kehrt nach einer zweijährigen Reise auf die Zanbani zurück. Er ist wie Akiyuki ein Xam’d und wurde einst auch von Nakiami auf das Flugschiff verschleppt. Mit der Zeit lernte er sein Hiruko besser zu kontrollieren und kann problemlos seine Erscheinung wechseln. So reiste er durch die Welt und hielt mit seiner Kamera die ihm wichtigen Dinge fest. In seiner Xam’d-Form bedient er sich des Wassers und kann damit verheerende Schäden anrichten.